# Catherine Stihler
Catherine Stihler (Bellshill, 30 luglio 1973) è una politica britannica appartenente al Partito Laburista.
Dal 1999 è eurodeputata per la Scozia, rieletta nel 2004, 2009 e nel 2014. Nell'ottobre del 2014 è stata eletta rettore dell'Università di St. Andrews, carica che ha mantenuto fino al 2017 (a seguito dell'elezione di Srđa Popović).

## Biografia
Nata Catherine Dalling Taylor, Stihler studia presso la Coltness High School, per poi proseguire gli studi all'Università di St. Andrews dove consegue il Master of Arts in relazioni internazionali e geografia.
Dal 1994 al 1995 è stata presidente del consiglio degli studenti dell'Università di St. Andrews; contemporaneamente, dal 1993 al 1995 ha fatto parte dello Scottish Executive Committee del Partito Laburista Scozzese e dal 1995 al 1997 è stata delegata di Young Labour nel National Executive Committee. Nel 1997 era candidata alle elezioni generali del Regno Unito nel Collegio di Angus.
Nel 2006 ha dato alla luce il suo primo figlio, avuto dal marito David; il loro secondo figlio è nato nel 2011.

## Carriera politica
Dopo le elezioni del 1997 ha lavorato per Anne Begg, parlamentare del Collegio di Aberdeen South, come ricercatrice. Alle elezioni europee del 1999 è stata eletta eurodeputata per il Partito Laburista scozzese, diventando la più giovane europarlamentare del Regno Unito all'età di 25 anni.
Nel 2004, 2009 e 2014 è stata rieletta al Parlamento europeo.